# Teatre Principal (Castelló de la Plana)
El Teatre Principal de Castelló es un teatre situat en la ciudad de Castelló de la Plana. Va ser dissenyat per l'arquitecte Godofredo Ros de Ursinos i es troba a la Plaça de la Pau. Esta ubicació va ser criticada en el seu temps degut a que tancava la possibilitat de prolongar el carrer Major en direcció a València, per la qual cosa la zona va ser denominada familiarment com la tancà, ja que impedia el pas en aquesta direcció. El governador civil va aprovar el projecte el 26 de gener de 1886 i les obres van començar el 2 d'octubre de 1890. Es van acabar en 1894. La construcció del teatre va ser una de les obres més importants de la ciutat de Castelló de la Plana en aquell temps, per la seua gran magnitud, uns 1700 metres quadrats, una cabuda per al voltant d'unes 1200 persones i molt bona acústica. El Teatre Principal de Castelló es va inaugurar en febrer de 1894 amb una sarsuela: L'àngel guardià.
El Teatre Principal és un clar exemple de la puixança urbanística de la ciutat i del corrent que va haver-hi a Europa durant el segle xix, per construir teatres dissenyats a acollir un públic divers, en el qual desapareguessin les diferències existents entre el teatre de la noblesa i el teatre del poble pla, encara que les classes altes van continuar exercint el seu protagonisme.

## Arquitectura
Godofred Ros de Ursinos va deixar la presència d'influències franceses de tall neoclàssic amb alguna decoració eclèctica a l'interior.
El teatre consta de dos cossos principals: la sala i l'escenari (en l'escenari es troba un fossat subterrani per a l'orquestra). Inicialment, el teatre comptava amb un total de 1239 localitats indicades en el pla que va estar penjat durant anys en la taquilla del teatre.
L'arquitectura barroca italiana va influir en tot Europa, exportant un model de teatre renaixentista amb auditori semicircular i una columnata de coronament. A més d'això, la disposició de llotges en lloc de galeries és d'origen barroc, quan encara es concep un teatre cortesà, ja que aquests eren per a un públic més ric.
A mitjan segle xviii sorgeixen a França objeccions a aquesta estructura, sobrenomenant-la classista, immoral i inapropiada per a l'audició, encara que es van continuar dissenyant teatres en aquest format al llarg dels segles xviii i xix, com succeeix en el cas del Teatre Principal de Castelló que, no obstant això, no s'adhereix a la moda que va sorgir a Alemanya d'anul·lar les llotges, encara que sí que es va copiar el teló que és de caiguda vertical.
Segons van assenyalar els crítics francesos del segle xviii, els teatres com el Principal, a la italiana, tenien un problema d'acústica a causa de la combinació de decoració bigarrada i del propi sistema de llotges. Però Godofredo Ros de Ursinos va saber equilibrar tots aquests aspectes arquitectònics, ja que el Teatre Principal de Castelló gaudeix d'una acústica d'excel·lent qualitat.